# Elliott Ward
Elliott Leslie Ward (ur. 19 stycznia 1985 w Harrow) – angielski piłkarz występujący na pozycji obrońcy w Blackburn Rovers.